# Acide tiglique
L’acide tiglique, également appelé acide tiglinique, est un acide organique de formule H3C–CH=C(CH3)–COOH. Il s'agit d'un solide cristallisé incolore et volatil à l'odeur agréable, douce et épicée, d'où son utilisation en parfumerie. C'est le diastéréoisomère trans (configuration E) de l'acide 2-méthylbut-2-énoïque, qui se forme facilement à partir de l'isomère cis (configuration Z), appelé acide angélique, sous l'effet de la chaleur ou par réaction avec un acide minéral ; la réaction inverse est en revanche plus difficile.
L'acide tiglique est présent dans l'huile de crotons, notamment du croton cathartique, ou croton tiglium — d'où son nom. On le trouve également dans la camomille romaine et dans les sécrétions défensives de certains coléoptères. Il est susceptible de provoquer des irritations au contact de la peau ou des yeux.
Les sels et les esters de l'acide tiglique sont appelés tiglates.